# St. Maria ad Gradus (Mainz)

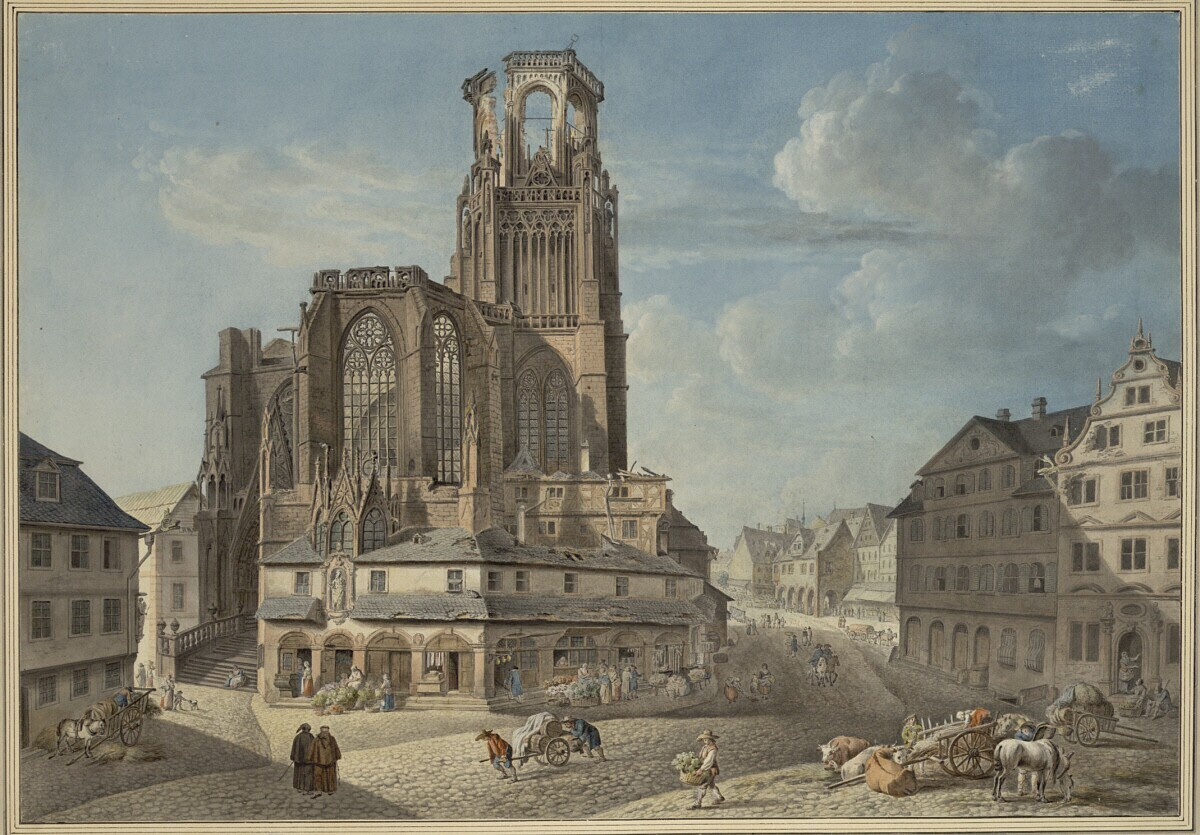
Ruine der Liebfrauenkirche (1793)

St. Maria ad gradus (deutsch: Maria zu den Stufen; auch: St. Mariengreden) war die der Mutter Gottes geweihte Stiftskirche des gleichnamigen Mainzer Kollegiatstiftes, östlich des Mainzer Domes, das heißt, zwischen Dom und Rhein gelegen. Volkstümlich wurde sie  Liebfrauenkirche, zu unserer Lieben Frauen,  unsere Liebe Frau zu den Staffeln und zu den Greden (Stufen) genannt, da eine hohe Treppe vom Ostportal dieser Marienkirche in das tiefer gelegene Gelände am Fischtor führte.

## Gründung
Die Gründungsgeschichte der Kirche konnte bis heute nicht eindeutig geklärt werden. Es wird vermutet, dass Erzbischof Willigis, der Baumeister des Mainzer Doms und der Stephanskirche, auch der Gründer von St. Maria ad gradus war. Diese Vermutung stützt sich auf die Tatsache, dass die Bronze-Portalflügel des Marktportals des Doms, die der Zeit des Willigis zugeschrieben werden, sich vorher an der Liebfrauenkirche befanden.

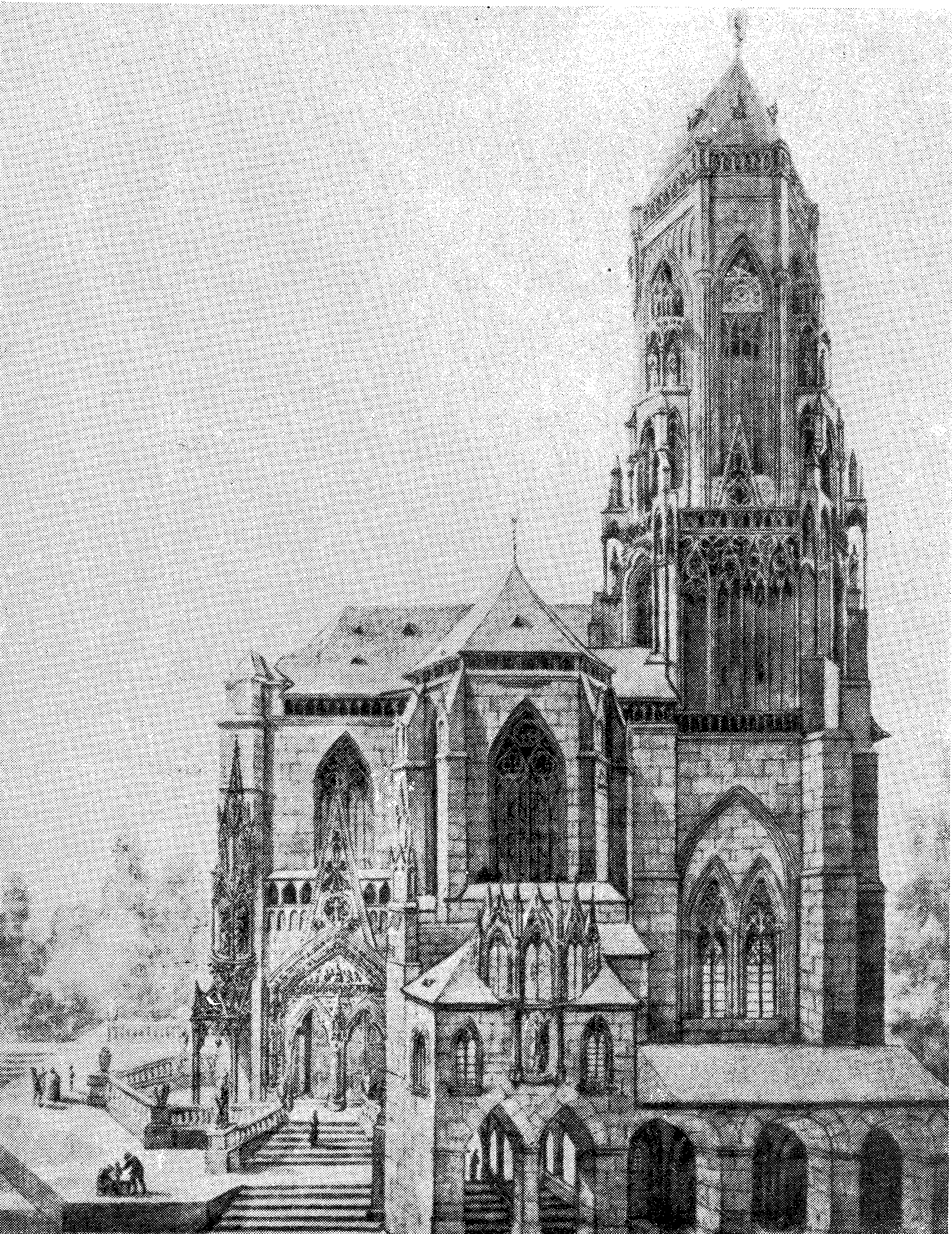
Rheinseite mit Treppe zum Fischtor
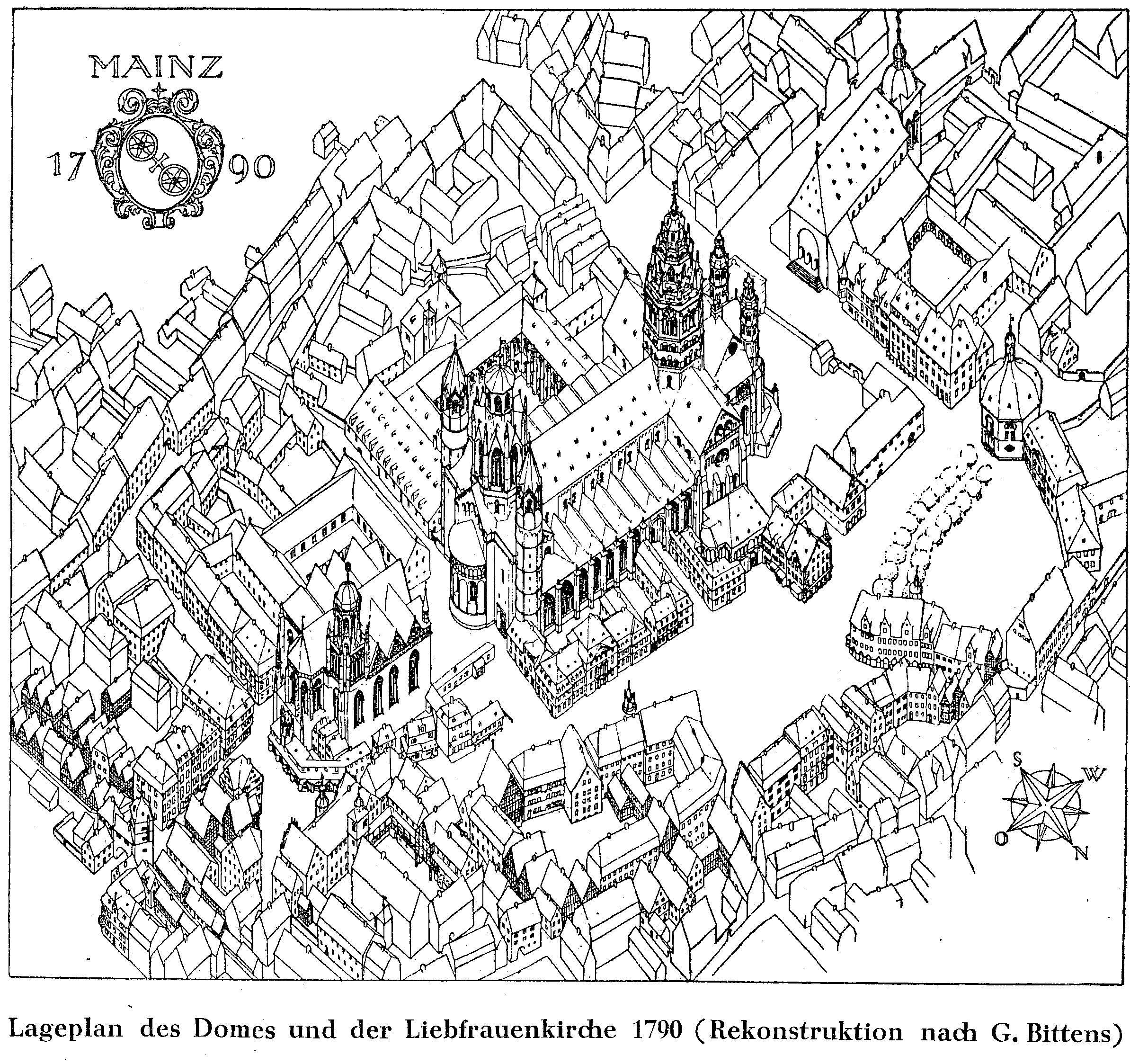
Umgebung des Stifts, Rekonstruktion von Gerhard Bittens
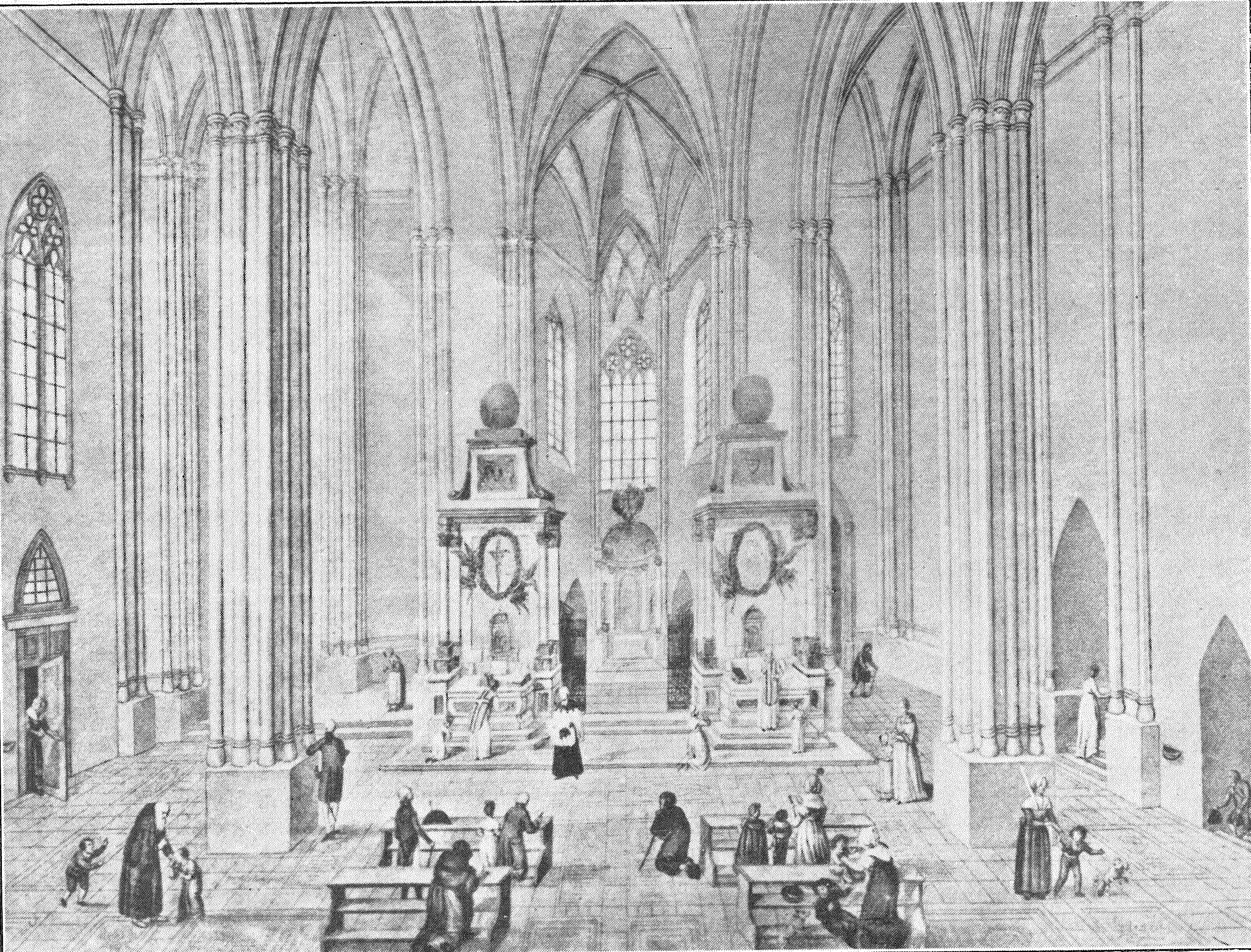
Innenraum der Stiftskirche

In einer Quelle des 11. Jahrhunderts wird von der Weihe des neuen Marienstiftes, novi monasterii S.Mariae, unter Erzbischof Siegfried I. gesprochen und als Weihetag der 23. November 1069 angegeben. Mit dem Stift war auch eine Marienmünsterkirche verbunden. Die Kirche brannte am 17. April 1285 ab, wurde wieder errichtet und später gotisch erweitert. Zahlreiche Ablassbewilligungen zur Finanzierung des Wiederaufbaus bezeugen den zeitnahen Neubau.
Einer im Hochaltar gefundenen Urkunde nach nahm Erzbischof Peter von Aspelt im Jahr 1311 die Weihe des erneuerten, aber noch nicht vollendeten Gotteshauses vor. An Turm, Kreuzgang und Stiftsgebäuden wurde noch weitergearbeitet. Herr der Bauhütte war Magister Heinricus Lapicida de Boemia, was eine Urkunde des Jahres 1314 aufführt.
Eine Urkunde aus dem 12. Jahrhundert spricht dem Mariengredenstift den Niedwald in Frankfurt-Nied zu.

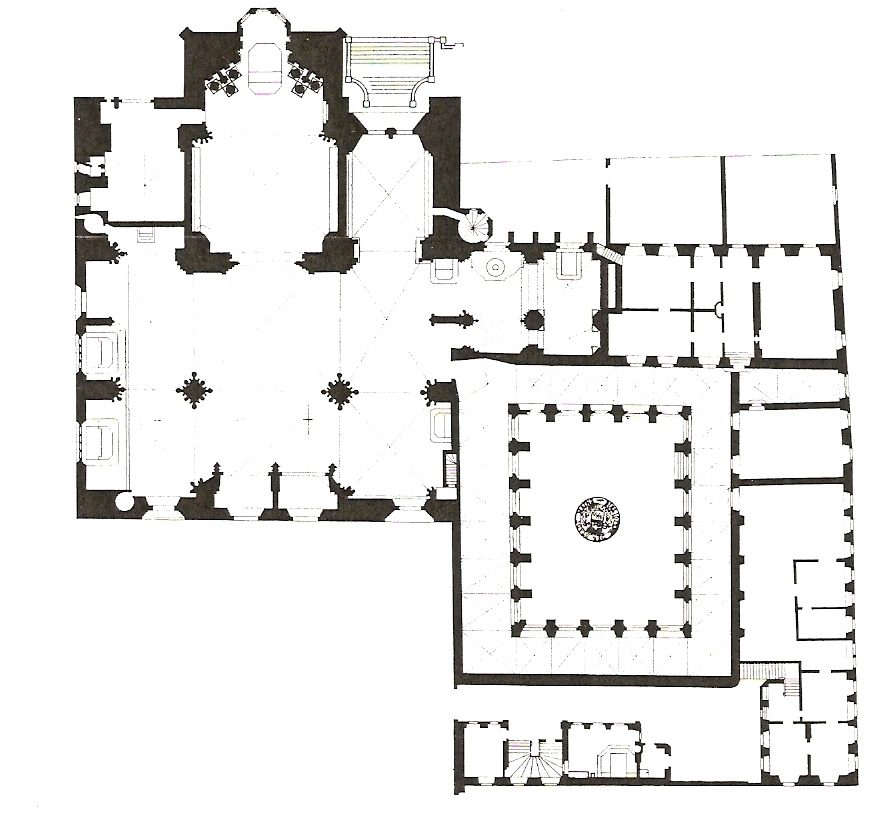
Grundriss der Liebfrauenkirche mit Stiftsgebäuden
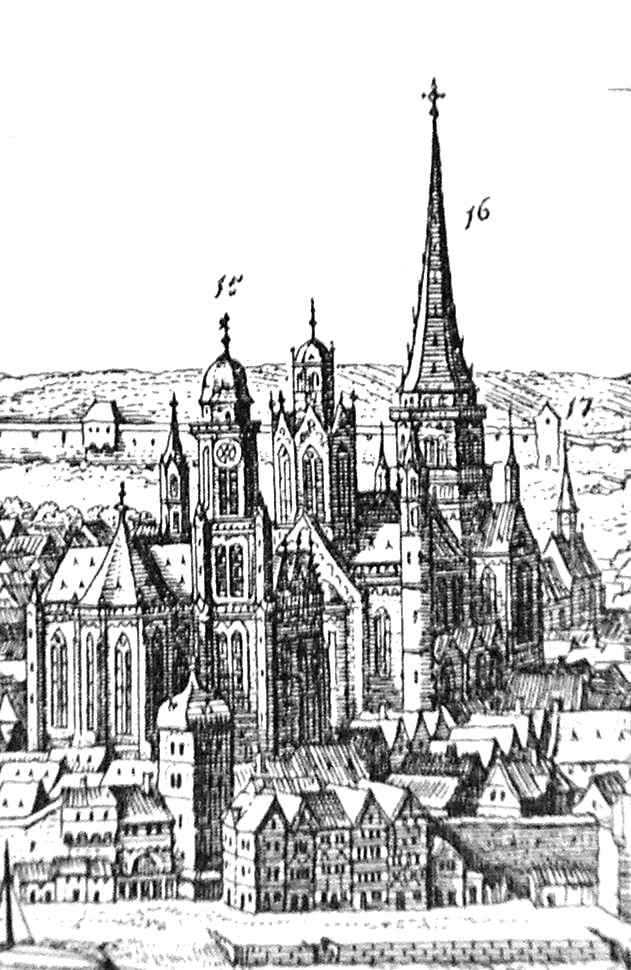
Kupferstich von Matthäus Merian, 1633
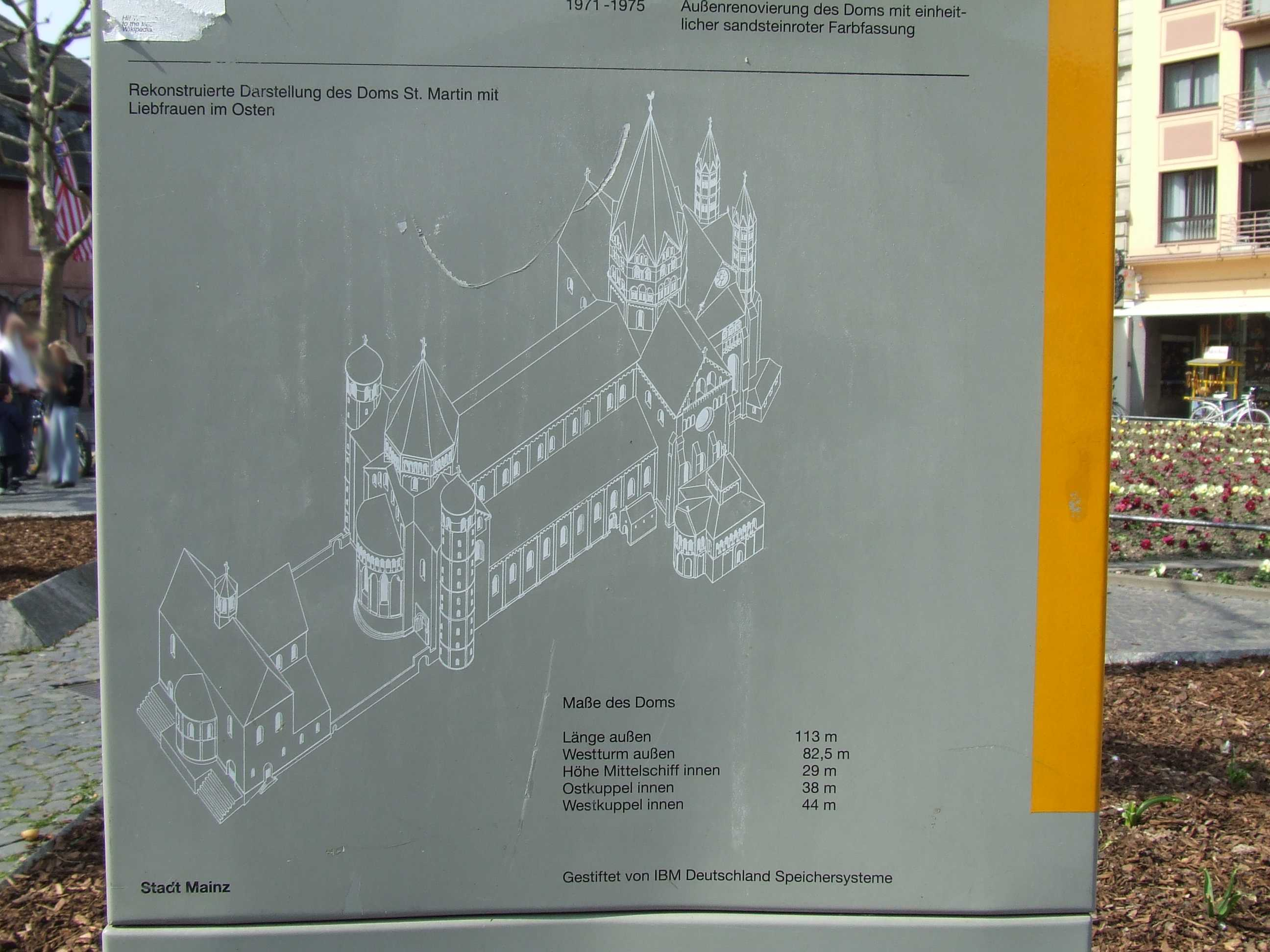
Hinweisschild auf dem Liebfrauenplatz

## Baustil
Anhand erhaltener Abbildungen der heute verschwundenen Liebfrauenkirche kann man erkennen, dass sie wie St. Stephan und St. Quintin als Hallenkirche erbaut worden war. Die dreischiffige Anlage erhob sich über einem quadratischen Grundriss. Drei Joche gliederten die drei Schiffe, von denen das mittlere ein Breitenübergewicht hatte.
Der gedrängte Innenraum lässt auf einen Mangel an Baugelände schließen. Daher waren wohl auch die Strebewerke von außen nicht sichtbar, sondern lagen innerhalb der Außenmauern. Die Anlage war geostet. Neben der vorspringenden Apsis, die in fünf Seiten eines gedachten Achtecks geschlossen war, sollten sich über den beiden rheinseitigen Nebenschiff-Jochen zwei Türme erheben, wie die Mauerverstärkungen der Außenmauern beweisen. Von beiden wurde aber nur der Nordturm gebaut.
Verbindungsmauern von der Apsisöffnung zum ersten Säulenpaar verlängerten den Chorraum. Daher blieb nur ein Säulenpaar freistehend. Dem Säulenkern hatte man Dienste zur Aufnahme der Gewölberippen vorgelegt. Die Kapitelle waren mit floralem Blattwerk geschmückt. Nach oben hin war der Kirchenraum durch ein Kreuzrippengewölbe abgedeckt.
1762 wurde die Stiftskirche erneuert.

## Niedergang und Abriss

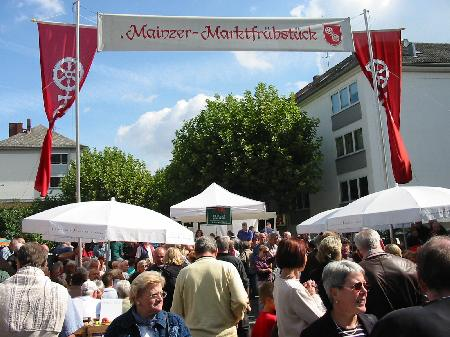
Samstägliches Marktfrühstück in den Mauern der ehemaligen Liebfrauenkirche

Während der Stadtbeschießung durch die preußische Armee 1793 wurde die Kirche beschädigt; ihre Erhaltung wäre möglich gewesen, war unter der französischen Besatzung jedoch nicht opportun. Bischof Joseph Ludwig Colmar konnte nicht alle Mainzer Kirchen retten und diese stand dem Bau der Grande Rue Napoléon im Wege. In den Jahren 1803 bis 1807 wurde die Kirche abgetragen und das Steinmaterial zur Anlage der Kasteller Festung und zur Verbesserung der Finther Landstraße verkauft. Die Portalfiguren der gotischen Liebfrauenkirche zählen zum ältesten Bestand des Landesmuseums Mainz. Ein bedeutendes Gnadenbild aus der Zeit der Gotik hat einen neuen Platz in der Augustinerkirche gefunden. Das besonders verehrte, um 1420 entstandene Bild Mariens, die darin den mit einem Vogel spielenden Jesusknaben auf dem Schoß hält, ist ein ausdrucksvolles Werk des „Weichen Stils“.
Anschließend an den Ostchor des Mainzer Domes sind heute zur Erinnerung an die Kirche deren Umrisse in Sandstein in den Boden auf dem heutigen Liebfrauenplatz eingelassen. Der Chor tritt plastisch hervor.
In diesem rekonstruierten Chor findet seit dem 24. April 1999 jeweils samstags von Anfang März bis Mitte November das Mainzer Marktfrühstück statt, zu dem als Veranstalter die Mainzer Winzer ihre Weine ausschenken und die Gäste sich dazu die restlichen Bestandteile von Weck, Worscht un Woi bei den benachbarten Marktständen der Metzger und Bäcker besorgen. Die Vorgängerveranstaltung, ebenfalls schon Marktfrühstück genannt, wurde bereits seit dem 6. Mai 1989 samstags in unregelmäßigen Abständen mehrmals im Jahr unter Regie des für den Markt zuständigen Dezernats der Stadt Mainz mit Musik und Moderation abgehalten.

## Maße
| Ausdehnung                                 | Länge in Meter |
| ------------------------------------------ | -------------- |
| Äußere Gesamtlänge inkl. Chor und Chörlein | 45,50          |
| Äußere Gesamtbreite mit Kapelle            | 47,20          |
| Äußere Gesamtbreite ohne Kapelle           | 33,80          |
| Lichte Gesamtlänge                         | 43,70          |
| Lichte Weite mit Kapelle                   | 45,50          |
| Lichte Weite ohne Kapelle                  | 32,25          |
| Chormaße außen (ohne Altarhaus)            | 5,85 × 14      |
| Mittelschiffbreite                         | 12,80          |
| Kapelle                                    | 9,30 × 16      |
| Altarhaus                                  | 1,70 × 3,80    |
| Sakristei                                  | 9,60 × 6,70    |